# Magyarországi katolikus püspökök listája

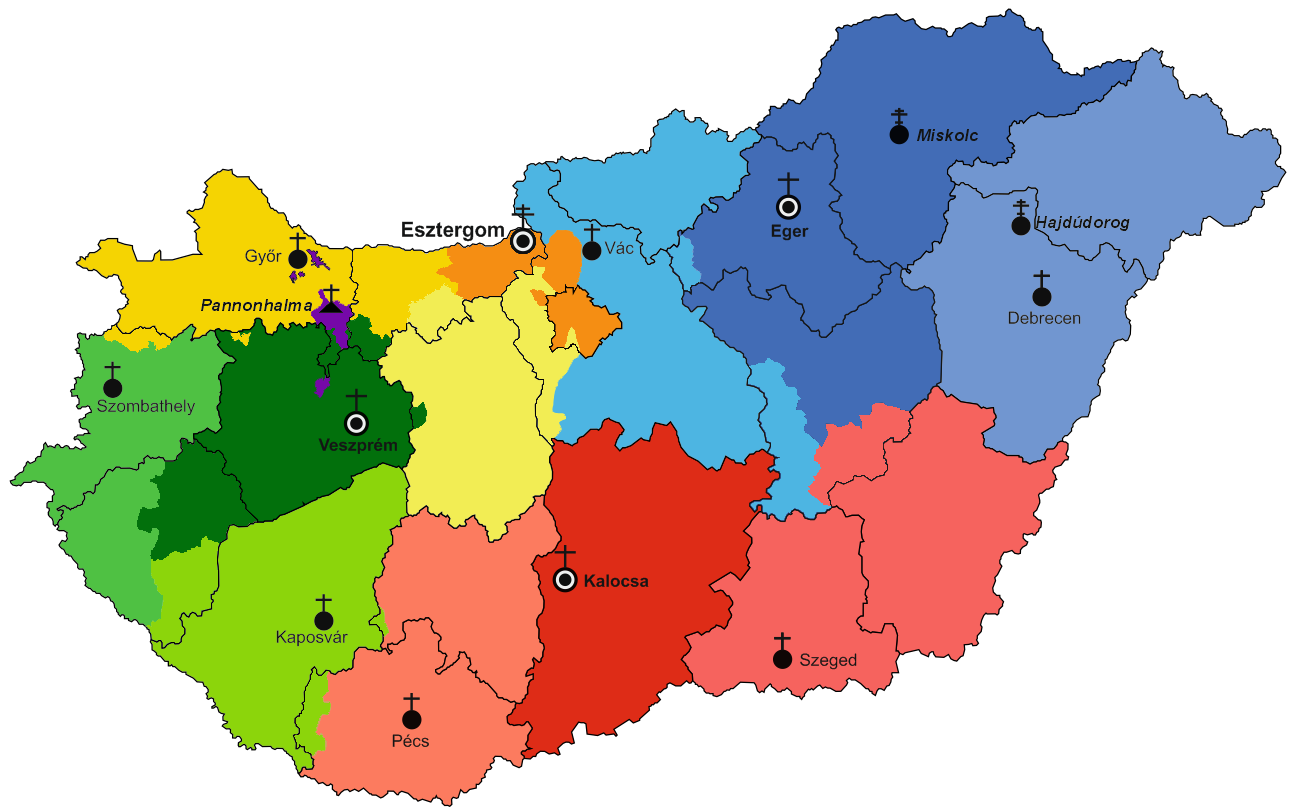
Magyarország katolikus egyházmegyéi 2015. március 20. előtt (A képen még nem szerepelnek az ekkor létrehozott görögkatolikus egyházmegyék)

A Magyar katolikus egyházban 2023. június 21-i állapot szerint 34 felszentelt püspök teljesít szolgálatot. Közöttük 19 fő aktív, s 14 fő nyugalmazott. 30 püspök a római katolikus, 4 püspök a görögkatolikus egyház püspöke. Jelen oldalon nincsenek jelen a magyar nemzetiségű, de a határon túl szolgálatot teljesítő püspökök.

## Esztergom-Budapesti főegyházmegye
| Fénykép | Név, beosztás | Születési helye, ideje                          | Kinevezés dátuma |
| ------- | --- | ----------------------------------------------- | --- |
|         | Erdő Péter bíboros, prímás esztergom-budapesti érsek                                                                                         | Budapest, 1952. június 25. (72 éves)            | Székesfehérvári segédpüspök: 1999. november 5. Esztergom-budapesti érsek: 2002. december 7.                              |
|         | Mohos Gábor segédpüspök | Budapest, 1973. szeptember 11. (51 éves)        | 2018. október 4. |
|         | Martos Levente Balázs segédpüspök | Szombathely, 1973. november 18. (51 éves)       | 2023. február 3. |
|         | Ladocsi Gáspár nyugalmazott vezérőrnagy, risiniumi címzetes püspök, nyugalmazott esztergom-budapesti segédpüspök, nyugalmazott tábori püspök | Nagybajcs, 1952. június 26. (72 éves)           | Tábori püspök: 1994. április 18. Esztergom-budapesti segédpüspök: 2001. november 28. Nyugállományban: 2010. november 26. |
|         | Cserháti Ferenc esztergom-budapesti segédpüspök a külföldi magyarok lelkipásztori ellátásával megbízott segédpüspök                          | Túrterebes, Románia 1947. február 12. (78 éves) | 2007. június 15. Nyugállományban: 2023. február 3.                                                                       |

## Győri egyházmegye
| Fénykép | Név, beosztás                         | Születési helye, ideje                  | Kinevezés dátuma |
| ------- | ------------------------------------- | --------------------------------------- | --- |
|         | Veres András győri püspök             | Pócspetri, 1959. november 30. (65 éves) | Egri segédpüspök: 1999. november 5. Szombathelyi püspök: 2006. június 20. Közben pécsi apostoli kormányzó: 2011. január 19 − április 25. A Magyar Katolikus Püspöki Konferencia elnöke Győri püspök: 2016. május 17. |
|         | Pápai Lajos nyugalmazott győri püspök | Győr, 1940. szeptember 6. (84 éves)     | 1991. március 18. Nyugállományban: 2016. május 17. |

## Székesfehérvári egyházmegye
| Fénykép | Név, beosztás                       | Születési helye, ideje                 | Kinevezés dátuma                                                                            |
| ------- | ----------------------------------- | -------------------------------------- | ------------------------------------------------------------------------------------------- |
|         | Spányi Antal székesfehérvári püspök | Budapest, 1950. november 13. (74 éves) | Esztergom-budapesti segédpüspök: 1998. február 13. Székesfehérvári püspök: 2003. április 4. |

## Kalocsa-Kecskeméti főegyházmegye
| Fénykép | Név, beosztás                         | Születési helye, ideje            | Kinevezés dátuma                                                              |
| ------- | ------------------------------------- | --------------------------------- | ----------------------------------------------------------------------------- |
|         | Bábel Balázs Kalocsa-kecskeméti érsek | Gyón, 1950. október 18. (74 éves) | Koadjutor érsek: 1999. február 24. Kalocsa-kecskeméti érsek: 1999. június 25. |

## Szeged-Csanádi egyházmegye
| Fénykép | Név, beosztás                          | Születési helye, ideje               | Kinevezés dátuma                                                                          |
| ------- | -------------------------------------- | ------------------------------------ | ----------------------------------------------------------------------------------------- |
|         | Kiss-Rigó László Szeged-csanádi püspök | Budapest, 1955. április 6. (69 éves) | Esztergom-budapesti segédpüspök: 2004. január 24. Szeged-csanádi püspök: 2006. június 20. |

## Pécsi egyházmegye
| Fénykép | Név, beosztás                          | Születési helye, ideje                | Kinevezés dátuma                                                                                        |
| ------- | -------------------------------------- | ------------------------------------- | --- |
|         | Felföldi László Pécsi püspök           | Geszteréd, 1961. február 4. (64 éves) | 2020. november 16.                                                                                      |
|         | Mayer Mihály nyugalmazott pécsi püspök | Kisdorog, 1941. január 31. (84 éves)  | Pécsi segédpüspök: 1988. december 23. Pécsi püspök: 1989. november 3. Nyugállományban: 2011. január 19. |

## Egri főegyházmegye
| Fénykép | Név, beosztás                               | Születési helye, ideje                        | Kinevezés dátuma |
| ------- | ------------------------------------------- | --------------------------------------------- | --- |
|         | Ternyák Csaba egri érsek                    | Fertőszentmiklós, 1953. december 4. (71 éves) | Esztergom-budapesti segédpüspök: 1992. december 24. A Klérus kongregáció titkára: 1997. december 11. Egri érsek: 2007. június 9. |
|         | Katona István nyugalmazott egri segédpüspök | Nagykáta, 1928. október 3. (96 éves)          | Váci segédpüspök: 1989. november 3. Egri segédpüspök: 1997. október 10. Nyugállományban: 2013. november 25.                      |

## Váci egyházmegye
| Fénykép | Név, beosztás                        | Születési helye, ideje                | Kinevezés dátuma                                                               |
| ------- | ------------------------------------ | ------------------------------------- | ------------------------------------------------------------------------------ |
|         | Marton Zsolt váci püspök             | Budapest, 1966. március 26. (58 éves) | Váci püspök: 2019. július 12.                                                  |
|         | Varga Lajos segédpüspök              | Budapest, 1950. december 5. (74 éves) | Váci segédpüspök: 2006. május 27.                                              |
|         | Beer Miklós nyugalmazott váci püspök | Budapest, 1943. június 1. (81 éves)   | Esztergom-budapesti segédpüspök: 2000. április 8. Váci püspök: 2003. május 27. |

## Debrecen-Nyíregyházi egyházmegye
| Fénykép | Név, beosztás                              | Születési helye, ideje                      | Kinevezés dátuma                                                                       |
| ------- | ------------------------------------------ | ------------------------------------------- | -------------------------------------------------------------------------------------- |
|         | Palánki Ferenc debrecen-nyíregyházi püspök | Balassagyarmat, 1964. március 11. (61 éves) | Egri segédpüspök: 2010. december 27. Debrecen-nyíregyházi püspök: 2015. szeptember 21. |
|         | Bosák Nándor debrecen-nyíregyházi püspök   | Taksonyfalva, 1939. december 28. (85 éves)  | Debrecen-nyíregyházi püspök: 1993. június 15. Nyugállományban: 2015. szeptember 21.    |

## Veszprémi főegyházmegye
| Fénykép | Név, beosztás                            | Születési helye, ideje                    | Kinevezés dátuma |
| ------- | ---------------------------------------- | ----------------------------------------- | --- |
|         | Udvardy György veszprémi érsek           | Balassagyarmat, 1960. május 14. (64 éves) | Esztergom-budapesti segédpüspök: 2004. január 24. Pécsi püspök: 2011. április 9. A Magyar Katolikus Püspöki Konferencia alelnöke, állandó bizottságának tagja (2015–) Veszprémi érsek: 2019. július 12. |
|         | Márfi Gyula nyugalmazott veszprémi érsek | Pördefölde, 1943. december 17. (81 éves)  | Egri segédpüspök: 1992. december 24. Veszprémi érsek: 1997. augusztus 14. |

## Szombathelyi egyházmegye
| Fénykép | Név, beosztás                                    | Születési helye, ideje               | Kinevezés dátuma                                                                                 |
| ------- | ------------------------------------------------ | ------------------------------------ | ------------------------------------------------------------------------------------------------ |
|         | Székely János szombathelyi püspök                | Budapest, 1964. június 7. (60 éves)  | Esztergomi-budapesti segédpüspök: 2007. november 11. Szombathelyi megyéspüspök: 2017. június 18. |
|         | Fekete Szabolcs Benedek szombathelyi segédpüspök | Kőszeg, 1977. december 17. (47 éves) | 2022. március 11.                                                                                |

## Kaposvári egyházmegye
| Fénykép | Név, beosztás                            | Születési helye, ideje                 | Kinevezés dátuma                                                                                                |
| ------- | ---------------------------------------- | -------------------------------------- | --- |
|         | Varga László kaposvári püspök            | Tapolca, 1956. augusztus 17. (68 éves) | Kaposvári püspök: 2017. március 25.                                                                             |
|         | Balás Béla nyugalmazott kaposvári püspök | Budapest, 1941. március 25. (83 éves)  | Veszprémi segédpüspök: 1992. augusztus 10. Kaposvári püspök: 1993. május 31. Nyugállományban: 2017. március 25. |

## Katonai ordinariátus
| Fénykép | Név, beosztás                          | Születési helye, ideje                 | Kinevezés dátuma |
| ------- | -------------------------------------- | -------------------------------------- | --- |
|         | Berta Tibor katonai ordinárius         | Kaposvár, 1966. június 19. (58 éves)   | 2021. február 18. |
|         | Biró László katonai ordinárius         | Szekszárd, 1950. október 31. (74 éves) | Kalocsa-kecskeméti segédpüspök: 1994. április 18. Tábori püspök: 2008. november 20.                                                                                   |
|         | Szabó Tamás nyugalmazott tábori püspök | Zirc, 1956. október 30. (68 éves)      | Tábori püspök: 2001. november 28. Az Egyházi Törvénykönyv 401. kánonjának 2. paragrafusa értelmében „minden hivatalából és méltóságából” felmentve: 2007. március 15. |

## Pannonhalmi Területi Apátság
| Fénykép | Név, beosztás                           | Születési helye, ideje             | Kinevezés dátuma                                                                                          |
| ------- | --------------------------------------- | ---------------------------------- | --- |
|         | Várszegi Asztrik korábbi főapát, püspök | Sopron, 1946. január 26. (79 éves) | Esztergom-budapesti segédpüspök: 1988. december 23. Pannonhalmi főapátnak megválasztva: 1991. március 18. |

## Hajdúdorogi főegyházmegye
| Fénykép | Név, beosztás                                                                    | Születési helye, ideje                | Kinevezés dátuma |
| ------- | -------------------------------------------------------------------------------- | ------------------------------------- | --- |
|         | Kocsis Fülöp hajdúdorogi metropolita                                             | Szeged, 1963. január 13. (62 éves)    | Hajdúdorogi püspök és miskolci apostoli adminisztrátor: 2008. május 2. Miskolci apostoli adminisztrátorságról lemond: 2011. május 5. Hajdúdorogi metropolita: 2015. március 20. |
|         | Keresztes Szilárd nyugalmazott hajdúdorogi püspök és miskolci apostoli kormányzó | Nyíracsád, 1932. július 19. (92 éves) | Hajdúdorogi segédpüspök: 1975. január 7. Miskolci apostoli kormányzó: 1988. június 30. Hajdúdorogi püspök: 1988. június 30. Nyugállományban: 2007. november 10.                 |

## Miskolci egyházmegye
| Fénykép | Név, beosztás                | Születési helye, ideje                 | Kinevezés dátuma |
| ------- | ---------------------------- | -------------------------------------- | --- |
|         | Orosz Atanáz miskolci püspök | Nyíregyháza, 1960. május 11. (64 éves) | miskolci apostoli adminisztrátornak kinevezve: 2011. május 5. miskolci püspök és nyíregyházi apostoli kormányzó: 2015. március 20. A nyíregyházi apostoli kormányzóságról lemond: 2015. október 31. |

## Nyíregyházi egyházmegye
| Fénykép | Név, beosztás     | Születési helye, ideje                     | Kinevezés dátuma                                                                                                   |
| ------- | ----------------- | ------------------------------------------ | --- |
|         | Szocska Ábel OSBM | Nagyszőlős, 1972. szeptember 24. (52 éves) | Nyíregyházi „sede vacante” apostoli adminisztrátor: 2015. október 31-től Nyíregyházi megyéspüspök: 2018. április 7 |